# Trasernia

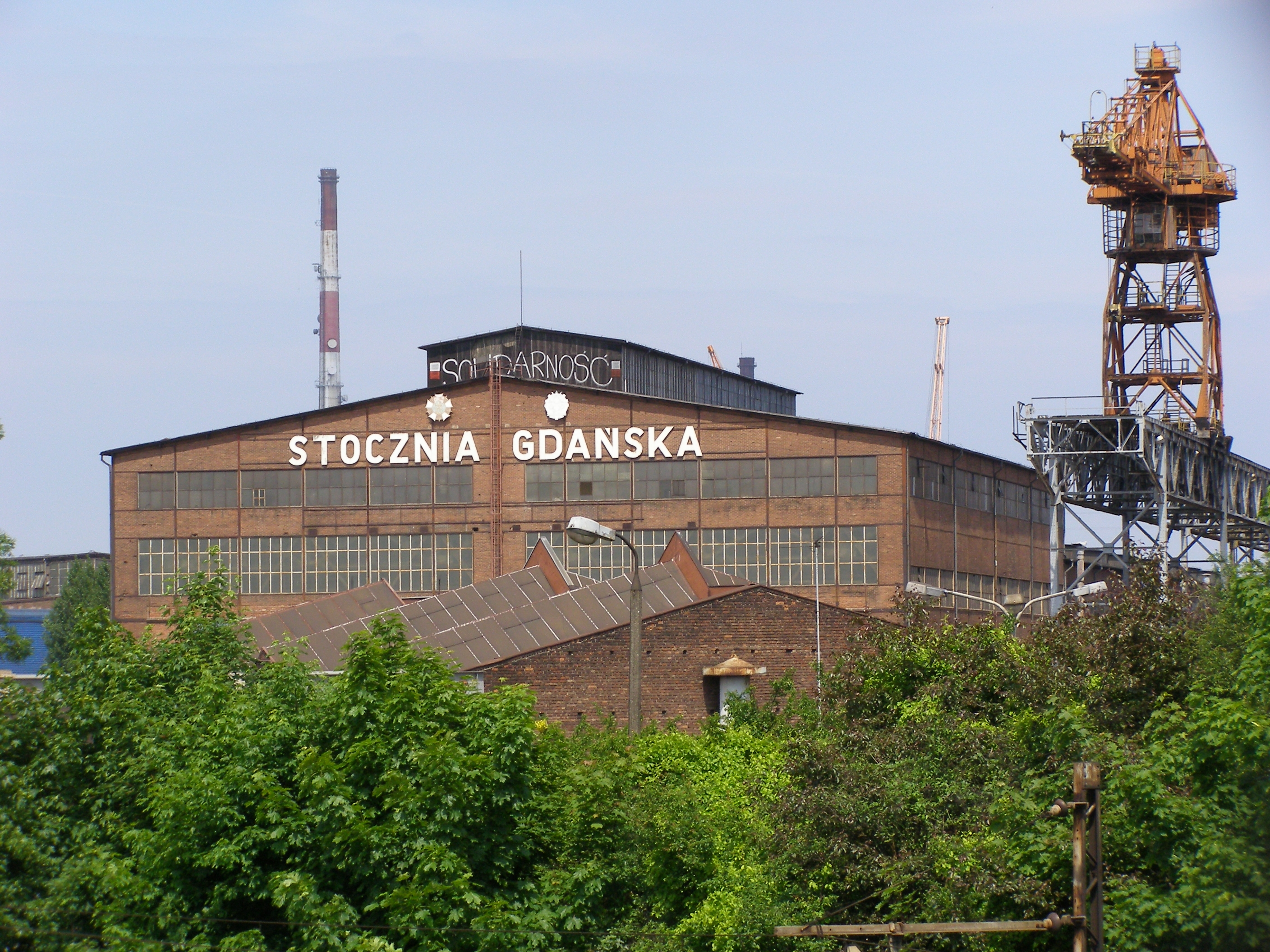
Trasernia Stoczni Gdańskiej

Trasernia – miejsce w stoczni, w którym przenosi się linie teoretyczne z projektu na naturalnej wielkości arkusze blachy (które idą dalej do sekcji prefabrykacji) oraz tworzy się szablony. Istnieją trzy typy traserni: ręczna, optyczna, sterowana komputerowo.
Do zadań traserów należy także tworzenie szablonów oraz rozwinięć powierzchni, jakie występują w poszyciu statku.